# فضاء شبه منتظم
الفضاء شبه المنتظم هو فضاء طوبولوجي حيث تشكل مجموعاته المفتوحة المنتظمة (المجموعات التي تساوي داخل إغلاقاتها) قاعدة للطوبولوجي.
وكل فضاء منتظم هو فضاء شبه منتظم أيضًا، وكذلك كل فضاء طوبولوجي يمكن أن يكون جزءًا من فضاء شبه منتظم.
يجب عدم الخلط بين الفضاءات شبه المنتظمة وبين الفضاءات المحلية المنتظمة، وهي الفضاءات التي تحتوي على قاعدة من المجموعات المفتوحة التي ينتج عنها فضاءات فرعية منتظمة. على سبيل المثال، الخط ثنائي الأصل يُعتبر فضاءً محليًا منتظمًا، ولكنه ليس شبه منتظم.